# Asian Open Figure Skating Trophy
Asian Open Figure Skating Trophy — ежегодное соревнование по фигурному катанию. Турнир ранее носил названия Asian Figure Skating Championships (до 2007 года), Asian Figure Skating Trophy (до 2013 года). Иногда этот турнир приравнивают к неофициальному чемпионату фигуристов Азии.
Проводится под эгидой Международного союза конькобежцев (ИСУ), организатором является Азиатская конфедерация конькобежцев (АСУ).
Спортсмены соревнуются в категориях мужское одиночное катание, женское одиночное фигурное катание и иногда парное катание с танцами на льду. Как правило, соревнование проводится перед началом спортивного сезона в августе.
Соревнования проходят среди взрослых (сеньоры), юниоров и начинающих (новисы).

## История
Чемпионат Азии по фигурному катанию не проводится, азиатские фигуристы некоторых стран принимают участие в европейском, остальные в чемпионате четырёх континентов, который проводиться с конца XX века.
В чемпионате четырёх континентов основной костяк составляют спортсмены из Азии. Азиатские фигуристы между собой соревноваться начали с середины 80-х годов XX века на Азиатских играх. Однако не на всех турнирах зимних игр принимали участие фигуристы, да и сами игры проходят не регулярно.
В начале XXI века Азиатская конфедерация конькобежцев (АСУ) предложила фигуристам проводить регулярный Кубок континента. Первый турнир состоялся в столице островного Китая Тайбэе в августе 2007 года. Первые два турнира ИСУ не контролировало и завоёванные очки не шли фигуристам в зачёт. Турнир проводится в начале сезона и многие ведущие фигуристы не принимают в нём участие.
В начале июня 2018 года на конгрессе ИСУ было принято решение, в качестве эксперимента, в следующем сезоне (2018/2019 годы) включить турнир в ежегодную серию «Челленджер». В дальнейшем он остался в этой серии.

## Участники
Кроме азиатских фигуристов участие в соревнованиях иногда принимали спортсмены Австралии, Новой Зеландии, Австрии, Бразилии, США и России. После 2018 года турнир приобрёл популярность и в нём принимали участие спортсмены разных континентов.

## Призёры

### Мужчины
| Спортсмен | Спортсмен                                    | Спортсмен                                    | Спортсмен                                    | Спортсмен                                    | Спортсмен                                    |                                              |
| --------- | -------------------------------------------- | -------------------------------------------- | -------------------------------------------- | -------------------------------------------- | -------------------------------------------- | -------------------------------------------- |
| Год       | Место                                        | Золото                                       | Серебро                                      | Бронза                                       | Источник                                     |                                              |
| 2007      | Тайбэй                                       | Xенри Лу Шухао                               | Ромклао Сопа                                 | Ануп Кумар Яма                               | [ 1 ]                                        |                                              |
| 2008      | Гонконг                                      | Ли Сончхоль                                  | Абзал Ракимгалиев                            | Ким Минсок                                   | [ 2 ]                                        |                                              |
| 2009      | Турнир не проводился                         | Турнир не проводился                         | Турнир не проводился                         | Турнир не проводился                         | Турнир не проводился                         | Турнир не проводился                         |
| 2010      | Бангкок                                      | Акио Сасаки                                  | Тянь Хунвэнь                                 | Карн Луанпреда                               | [ 3 ]                                        |                                              |
| 2011      | Дунгуань                                     | Янь Хань                                     | Миша Ге                                      | Гуань Юйхан                                  | [ 4 ]                                        |                                              |
| 2012      | Тайбэй                                       | Рональд Лам                                  | Ким Минсок                                   | Ли Джунхён                                   | [ 5 ]                                        |                                              |
| 2013      | Бангкок                                      | Тацуки Матида                                | Миша Ге                                      | Ли Джунхён                                   | [ 6 ]                                        |                                              |
| 2014      | Тайбэй                                       | Сёма Уно                                     | Ким Джинсо                                   | Ли Джунхён                                   | [ 7 ]                                        |                                              |
| 2015      | Бангкок                                      | Майкл Кристиан Мартинес                      | Кэйдзи Танака                                | Хироаки Сато                                 | [ 8 ]                                        |                                              |
| 2016      | Манила                                       | Кэйдзи Танака                                | Ким Джинсо                                   | Джулиан Йи Чжи Цзе                           | [ 9 ]                                        |                                              |
| 2017      | Гонконг                                      | Кэйдзи Танака                                | Рюдзю Хино                                   | Ан Гонхён                                    | [ 10 ]                                       |                                              |
| 2018      | Бангкок                                      | Сота Ямамото                                 | Цао Чжии                                     | Пён Седжон                                   | [ 11 ]                                       |                                              |
| 2019      | Дунгуань                                     | Даниэль Грассль                              | Эндрю Торгашев                               | Райан Данк                                   | [ 12 ]                                       |                                              |
| 2020      | Турнир не проводился из-за пандемии COVID-19 | Турнир не проводился из-за пандемии COVID-19 | Турнир не проводился из-за пандемии COVID-19 | Турнир не проводился из-за пандемии COVID-19 | Турнир не проводился из-за пандемии COVID-19 | Турнир не проводился из-за пандемии COVID-19 |
| 2021      | Пекин                                        | Юма Кагияма                                  | Сюн Сато                                     | Цзинь Боян                                   | [ 13 ]                                       |                                              |
| 2022      | Джакарта                                     | Чэнь Юйдун                                   | Юнь Лапкхань                                 | Дуглас Гербер                                |                                              |                                              |
| 2023      | Бангкок                                      | Дай Дайвэй                                   | Чха Ёнхён                                    | Дариан Каптич                                |                                              |                                              |

### Женщины
| Медалисты | Медалисты                                    | Медалисты                                    | Медалисты                                    | Медалисты                                    | Медалисты                                    |                                              |
| --------- | -------------------------------------------- | -------------------------------------------- | -------------------------------------------- | -------------------------------------------- | -------------------------------------------- | -------------------------------------------- |
| Год       | Место                                        | Золото                                       | Серебро                                      | Бронза                                       | Источник                                     |                                              |
| 2007      | Тайбэй                                       | Ким Суджин                                   | Ким Наён                                     | Тамами Оно                                   | [ 1 ]                                        |                                              |
| 2008      | Гонконг                                      | Анастасия Гимазетдинова                      | Ким Наён                                     | Син Нахи                                     | [ 2 ]                                        |                                              |
| 2009      | Турнир не проводился                         | Турнир не проводился                         | Турнир не проводился                         | Турнир не проводился                         | Турнир не проводился                         | Турнир не проводился                         |
| 2010      | Бангкок                                      | Аянэ Накамура                                | Сандра Копхон                                | Ким Джиён                                    | [ 3 ]                                        |                                              |
| 2011      | Дунгуань                                     | Пак Ёнджун                                   | Ван Цзялэй                                   | Квак Минджон                                 | [ 4 ]                                        |                                              |
| 2012      | Тайбэй                                       | Пак Соён                                     | Чо Гёна                                      | Ли Тхэён                                     | [ 5 ]                                        |                                              |
| 2013      | Бангкок                                      | Сатоко Мияхара                               | Чжан Кэсинь                                  | Мелисса Буланхаги                            | [ 6 ]                                        |                                              |
| 2014      | Тайбэй                                       | Рика Хонго                                   | Риона Като                                   | Пак Соён                                     | [ 7 ]                                        |                                              |
| 2015      | Бангкок                                      | Маи Михара                                   | Риона Като                                   | Каори Сакамото                               | [ 8 ]                                        |                                              |
| 2016      | Манила                                       | Юра Мацуда                                   | Чхве Дабин                                   | Эми Линь                                     | [ 9 ]                                        |                                              |
| 2017      | Гонконг                                      | Каори Сакамото                               | Юна Сираива                                  | Кайлани Крейн                                | [ 10 ]                                       |                                              |
| 2018      | Бангкок                                      | Лим Ынсу                                     | Юна Сираива                                  | Мако Ямасита                                 | [ 11 ]                                       |                                              |
| 2019      | Дунгуань                                     | Лим Ынсу                                     | Ким Ханыль                                   | Габриэлла Иццо                               | [ 12 ]                                       |                                              |
| 2020      | Турнир не проводился из-за пандемии COVID-19 | Турнир не проводился из-за пандемии COVID-19 | Турнир не проводился из-за пандемии COVID-19 | Турнир не проводился из-за пандемии COVID-19 | Турнир не проводился из-за пандемии COVID-19 | Турнир не проводился из-за пандемии COVID-19 |
| 2021      | Пекин                                        | Маи Михара                                   | Каори Сакамото                               | Джоанна Соу                                  | [ 13 ]                                       |                                              |
| 2022      | Джакарта                                     | София Франк                                  | Джоанна Соу                                  | Дин Цзыхань                                  |                                              |                                              |
| 2023      | Бангкок                                      | Ань Сянъи                                    | Дин Цзыхань                                  | Чэн Цзяин                                    |                                              |                                              |

### Парное катание
| Медалисты   | Медалисты                                    | Медалисты                                    | Медалисты                                    | Медалисты                                    | Медалисты                                    |                                              |
| ----------- | -------------------------------------------- | -------------------------------------------- | -------------------------------------------- | -------------------------------------------- | -------------------------------------------- | -------------------------------------------- |
| Год         | Место                                        | Золото                                       | Серебро                                      | Бронза                                       | Источник                                     |                                              |
| 2008        | Гонконг                                      | Сон Михян / Чон Ёнхёк                        | Риэ Аой / Го Вэньсюн                         | И Джихян / Тхэ Вонхёк                        | [ 2 ]                                        |                                              |
| 2009        | Турнир не проводился                         | Турнир не проводился                         | Турнир не проводился                         | Турнир не проводился                         | Турнир не проводился                         | Турнир не проводился                         |
| 2010 — 2015 | Соревнования среди парников не проводились   | Соревнования среди парников не проводились   | Соревнования среди парников не проводились   | Соревнования среди парников не проводились   | Соревнования среди парников не проводились   | Соревнования среди парников не проводились   |
| 2016        | Манила                                       | Рём Дэок / Ким Джусик                        | Пак Сохян / Сон Нами                         | Миу Судзаки / Рюити Кихара                   | [ 9 ]                                        |                                              |
| 2017        | Гонконг                                      | Ким Суён / Ким Хёнтхэ                        | Миу Судзаки / Рюити Кихара                   | Наруми Такахаси / Рё Сибата                  | [ 10 ]                                       |                                              |
| 2018        | Бангкок                                      | Пэн Чэн / Цзинь Ян                           | Рём Дэок / Ким Джусик                        | Не было других участников                    | [ 11 ]                                       |                                              |
| 2019        | Соревнования среди парников не проводились   | Соревнования среди парников не проводились   | Соревнования среди парников не проводились   | Соревнования среди парников не проводились   | Соревнования среди парников не проводились   | Соревнования среди парников не проводились   |
| 2020        | Турнир не проводился из-за пандемии COVID-19 | Турнир не проводился из-за пандемии COVID-19 | Турнир не проводился из-за пандемии COVID-19 | Турнир не проводился из-за пандемии COVID-19 | Турнир не проводился из-за пандемии COVID-19 | Турнир не проводился из-за пандемии COVID-19 |
| 2021        | Пекин                                        | Суй Вэньцзин / Хань Цун                      | Пэн Чэн / Цзинь Ян                           | Ван Юйчэнь / Хуан Ихан                       | [ 13 ]                                       |                                              |
| 2022        | Соревнования среди парников не проводились   | Соревнования среди парников не проводились   | Соревнования среди парников не проводились   | Соревнования среди парников не проводились   | Соревнования среди парников не проводились   | Соревнования среди парников не проводились   |

### Танцы на льду
| Медалисты | Медалисты                                    | Медалисты                                    | Медалисты                                    | Медалисты                                    | Медалисты                                    |                                              |
| --------- | -------------------------------------------- | -------------------------------------------- | -------------------------------------------- | -------------------------------------------- | -------------------------------------------- | -------------------------------------------- |
| Год       | Место                                        | Золото                                       | Серебро                                      | Бронза                                       | Источник                                     |                                              |
| 2018      | Бангкок                                      | Ван Шиюэ / Лю Синьюй                         | Рейчел Парсонс / Майкл Парсонс               | Мисато Комацубара / Тимоти Колето            | [ 11 ]                                       |                                              |
| 2019      | Дунгуань                                     | Кристина Каррейра / Энтони Пономаренко       | Ксения Конкина / Павел Дрозд                 | Мария Казакова / Георгий Ревия               | [ 12 ]                                       |                                              |
| 2020      | Турнир не проводился из-за пандемии COVID-19 | Турнир не проводился из-за пандемии COVID-19 | Турнир не проводился из-за пандемии COVID-19 | Турнир не проводился из-за пандемии COVID-19 | Турнир не проводился из-за пандемии COVID-19 | Турнир не проводился из-за пандемии COVID-19 |
| 2021      | Пекин                                        | Ван Шиюэ / Лю Синьюй                         | Чэнь Хун / Сунь Чжомин                       | Других спортсменов не было                   | [ 13 ]                                       |                                              |
| 2022      | Соревнования среди танцоров не проводились   | Соревнования среди танцоров не проводились   | Соревнования среди танцоров не проводились   | Соревнования среди танцоров не проводились   | Соревнования среди танцоров не проводились   | Соревнования среди танцоров не проводились   |